# 앤서니 케네디
앤서니 매클라우드 케네디(영어: Anthony McLeod Kennedy, 1936년 7월 23일 ~ )는 미국의 대법관이다. 1988년 로널드 레이건 대통령에 의해 연방대법원 대법관으로 임명되었다. 로런스 대 텍사스 사건, 보메딘 대 부시 사건, 시티즌스 유나이티드 대 FEC 사건, 오버거펠 대 호지스 사건 등의 저자로 잘 알려져 있다.

## 생애
앤서니 매클로드 케네디는 캘리포니아주 새크라멘토에서 아일랜드계 미국인 가정에서 태어났다. 그의 아버지는 캘리포니아 입법부에서 영향력이 있는 것으로 유명했던 변호사였다. 이런 아버지를 둔 덕에 자라면서 여러 유력 정계 인사들을 만날 수 있었다.
1958년 스탠포드 대학교에서 정치학을 전공으로 학부를 마쳤다. 4학년 때는 런던 정치경제대학교에 교환학생으로 가있었다. 졸업 후 바로 하버드 로스쿨로 진학하여 1961년 쿰 라우데급의 우수한 성적으로 졸업했다.
1961년부터 1963년까지 샌프란시스코에서 변호사로 활동했고 1963년에는 아버지의 새크라멘토 로펌을 물려받아 1975년까지 맡았다. 1965년부터 1988까지는 태평양 대학교 로스쿨의 헌법학 교수로 재직했다. 또한 그는 커리어 중간 중간에 다양한 공직을 맡았었다.
1975년에는 제럴드 포드 대통령에 의해 연방 제9순회 항소법원 판사로 임명되었다.
1987년에 루이스 파월 연방대법관이 은퇴하자 1988년에 로널드 레이건 대통령이 앤서니 케네디를 후임으로 임명하였다.
2018년 6월 27일, 오는 7월 31일 은퇴할 것이라고 밝혔다.